# Europlanetarium Genk

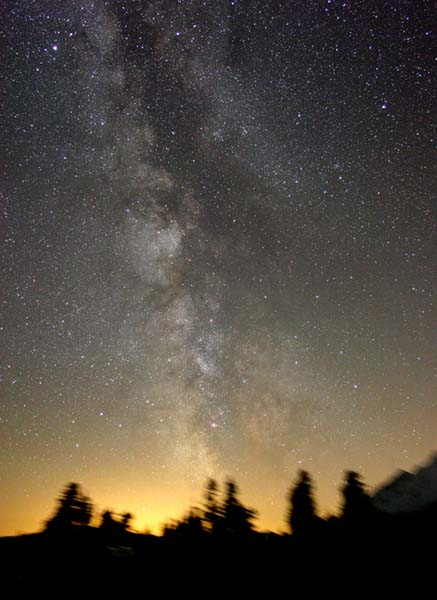
Melkweg vanop aarde

Cosmodrome is een volkssterrenwacht met een tot Cosmodrome uitgebouwd planetarium in het natuur- en recreatiegebied Kattevennen, ten noordoosten van het centrum van Genk. Het functioneert tevens als een van de zes toegangspoorten naar het Nationaal Park Hoge Kempen.

## Geschiedenis
Als reactie op de maanlanding in 1969 startte Genkenaar Lode Vanhoutte de Jonge Onderzoekers voor Genk. Ze deden aan populairwetenschappelijk werk. Vele onderwerpen werden behandeld maar sterrenkunde bleek het meest interessante en ze vonden in 1972 een thuishaven bij de Vereniging Voor Sterrenkunde (VVS) onder de naam JVS-Descartes. Op dat moment kenden de sterrenwachten van Grimbergen en Hove reeds een jarenlange werking en werd er vanwege de VVS, en vooral vanwege Armand Pien (voormalige weerman van de VRT), gestreefd naar een volwaardige volkssterrenwacht in elke Vlaamse provincie. Er werd dan ook gedacht om in Genk de derde Vlaamse volkssterrenwacht neer te zetten. 
In 1977 werd gestart met het promoten van een volkssterrenwacht in Genk. Het zou een sterrenwacht moeten worden met professionele allure. Terwijl een kleine groep leden zich met de zakelijke kant van de oprichting bezighield werd in 1979 gestart met een cursus Algemene Sterrenkunde voor beginners. Intussen behelsden de plannen voor de sterrenwacht een koepelgebouw en een tentoonstellingsruimte. De eigenlijke koepel- en kijkerruimte zou zich vijf meter boven de begane grond bevinden. In tegenstelling tot 'klassieke' sterrenwachten werd deze ruimte vierkant met in het plafond een ringbalk waar de koepel -6 meter diameter- op steunt. Om kosten te drukken bouwden de leden van de vzw de koepel zelf en ze verzorgden ook een groot deel van de binneninrichting. De opening vond in 1984 plaats.
In 1988 werd Georama, de geologische tuin van Kattevennen, in gebruik genomen. Hij was bedoeld als een schakel in de keten van een wetenschappelijk verantwoord beeld van 570 miljoen jaar geologische geschiedenis.

## Het planetarium
Door de hachelijke economische problemen bij de mijnsluitingen en de noodzaak aan duurzame toeristische infrastructuur ontstond het plan om bij de bestaande Limburgse Volkssterrenwacht een planetarium te bouwen. Het overstijgend toeristisch karakter van het planetarium-project maakte deel uit van de reconversie van de Limburgse mijngemeenten. De EEG (50 %), het Vlaams Commissariaat-Generaal voor Toerisme (40 %) en het gemeentebestuur van Genk (10 %) werden de financiers. Er werden dossiers voorbereid voor het planetarium zelf en voor een gebouw. Architect Jos Hanssen maakte een ontwerp voor een bedrag van 18 miljoen BEF (€450 000).
Het vooropgesteld bedrag groeide uiteindelijk tot 24 miljoen BEF (€600 000), waardoor niet alle oorspronkelijke plannen konden weerhouden worden. Eind 1989 werd aangevangen met de bouw. Vanuit Oost-Duitsland kwam het middelgroot planetarium Spacemaster plus een koepel met een diameter van 12,5 meter. De bouw zelf en het installeren van het instrument hadden duidelijk meer tijd nodig dan verwacht zodat 1991 het openingsjaar zou worden.
In de vakantiemaanden van 1991 begonnen proefvoorstellingen. In december 1991 werden eindelijk de 90 zetels geplaatst en de klankinstallatie vervolledigd. Uiteindelijk kwam Armand Pien op 20 december met een 200-tal genodigden het planetarium feestelijk voor geopend verklaren. Omdat de volledige installatie er nog steeds niet was, werden tot mei 1992 'live'-voorstellingen gegeven. Zeven monitoren verzorgden voorstellingen in het planetarium met diverse thema's. Toen de installatie geleverd was konden er ook geautomatiseerde projecties uitgevoerd worden.
Het projectietoestel kon tot 9000 sterren tonen, dit zijn er meer dan met het blote oog zichtbaar. Het toestel bootste de beweging van de sterren en de planeten na op een scherm van 400m².
In 2011 werd het Zeiss optomechanische planetariumtoestel vervangen door een digitaal projectiesysteem. Het SP2HD systeem van Evans & Sutherland brengt het universum tot leven op de Spitz NanoSeam dome. Er werden nieuwe zetels met verstelbare rugleuning geïnstalleerd. Het  geluidssysteem zorgt voor een surround ervaring. De zaal wordt sindsdien Cosmodrome genoemd.

## Kattevennen
Sinds 2007 is bij het Europlanetarium ook het bezoekersonthaal voor Kattevennen. Er kwam een bijkomende tentoonstellingsruimte met bibliotheek, ontvangstruimten en een horecavoorziening. Het gebouw is letterlijk een poort die dwars over de weg is gebouwd. Het is de Genkse toegangspoort tot Nationaal Park Hoge Kempen, het grootste natuurgebied van Vlaanderen. 